# Khosrovajur
Khosrovajur är ett vattendrag i Armenien. Det ligger i den centrala delen av landet, 40 kilometer sydost om huvudstaden Jerevan.
Trakten runt Khosrovajur består i huvudsak av gräsmarker. Runt Khosrovajur är det ganska tätbefolkat, med 155 invånare per kvadratkilometer.